# Substantiv
Das Substantiv, deutsch auch Hauptwort, Nennwort, Namenwort, Dingwort oder Gegenstandwort, ist eine Wortart. Das Substantiv wird oft auch als Nomen bezeichnet; in der lateinischen Grammatiktradition jedoch hat Nomen eine weitere Bedeutung als Oberbegriff für Substantive, Adjektive u. a. Die deutschsprachige Wikipedia verwendet die Variante Substantiv, weil sie eindeutiger ist, auch wenn in einigen Bereichen heute Nomen häufiger vorkommt.
Das Substantiv bildet zusammen mit dem Verb die fundamentalste Unterscheidung im Bereich der Wortarten. Es wird vermutet (wenngleich die Diskussion hierüber nicht abgeschlossen ist), dass die Substantiv-Verb-Unterscheidung in allen Sprachen in irgendeiner Weise markiert wird (also ein Universale darstellt), während andere Wortart-Unterscheidungen im Sprachvergleich eher variieren können. Substantive bezeichnen dabei typischerweise „Dinge“, d. h., stehen für die besonders zeitstabilen Begriffe. Sie können typischerweise (ggf. in Verbindung mit Artikeln) benutzt werden, um zu referieren, d. h. sprachlich auf Dinge in der Welt zu verweisen. Sie können dabei als der Gegenstand der Prädikation dienen, d. h. bilden grammatische Ergänzungen zu Verben und Adjektiven und bekommen dann von diesen eine semantische Rolle bzw. eine Eigenschaft zugeschrieben. Daneben können Substantive allerdings auch als Teil eines Prädikats vorkommen (prädikativer Gebrauch).
Die genannten Eigenschaften von Substantiven, zur Referenz oder als Gegenstand der Prädikation zu dienen, teilen sie vielfach mit Pronomen. Der Unterschied zu letzteren ist, dass Substantive „Inhaltswörter“ sind, also Begriffe bzw. Konzepte von Gegenständen ausdrücken, während Pronomen den reinen Verweis auf ein Individuum leisten, ohne weitere Eigenschaften anzugeben. In einigen Wortartenklassifikationen werden Pronomen nicht von Substantiven bzw. Artikeln unterschieden, vor allem in traditionellen Ansätzen werden sie aber getrennt. Als Inhaltswörter bilden Substantive auch eine offene Klasse, d. h., das Vokabular ist in diesem Bereich frei und regelmäßig erweiterbar; dies im Gegensatz zu Artikeln und Pronomen.
Substantive bilden zusammen mit ihren Ergänzungen (im Deutschen u. a. Artikel, Adjektiv- und Präpositionalphrasen sowie Nebensätze) größere syntaktische Einheiten, die meist als Nominalphrasen oder Substantivgruppen bezeichnet werden. Auch eine solche Nominalphrase kann wiederum Ergänzung zu einem Substantiv werden, sie wird in vielen Sprachen dann mit Genitiv-Kasus markiert.
Als Kategoriesymbol in formalen Grammatiken wird N verwendet (von „noun“ bzw. „Nomen“).

## Terminus
Der Ausdruck Substantiv ist gekürzt aus spätlateinisch nomen substantivum „auf eine Substanz bezogenes Nomen“. Die Grundbedeutung von nomen ist „Name“; in den romanischen Sprachen (französisch nom, spanisch nombre usw.) hat der Terminus für ‚Nomen‘ stets außerdem die Bedeutung „Name“. Mit Substanz ist hier ungefähr „selbständig existierende Entität“ gemeint, im Gegensatz zu Eigenschaften und Vorgängen, die nicht selbständig existieren, sondern – in Form von Adjektiven bzw. Verben – Substanzen zugeschrieben werden.
Unter das Nomen fallen traditionell neben dem nomen substantivum das nomen adjectivum (Adjektiv), das nomen numerale (Zahlwort) und das Pronomen. Unter diesen ist das Substantiv das Nomen par excellence, da eben die wörtliche Bedeutung von nomen „Name“ ist, was auf die anderen Subkategorien des Nomens weniger passt. Daher heißt das Substantiv auf Englisch (neben substantive) seit dem 20. Jahrhundert meist noun, auf Französisch nom und ähnlich in einigen anderen Sprachen. Dieser Gebrauch ist seit den 1960er Jahren auch ins Deutsche gekommen, so dass Nomen oft nicht als Oberbegriff, sondern als Synonym zu Substantiv gebraucht wird.
In der deutschsprachigen Grammatik ist Substantiv als Dingwort, Gegenstandswort, Hauptwort übersetzt worden und Nomen als Namenwort, Nennwort. Die Bezeichnung Gegenstandswort ist jedoch mehrdeutig, denn es ist auch eine Bezeichnung für Konkretum im Gegensatz zum Begriffswort bzw. Abstraktum.

## Begriff

### Grundlagen
Die beiden Operationen der Referenz und der Prädikation sind wesentlich für menschliche Sprache. Sie werden auf verschiedene Weise in der Grammatik kodiert, darunter insbesondere auch in den beiden Wortarten ‚Substantiv‘ und ‚Verb‘. Eine Unterscheidung zwischen einer nominalen und einer verbalen Kategorie wird offenbar in allen Sprachen gemacht, während es in Bezug auf die einzelnen nominalen Wortarten durchaus Unterschiede gibt.
Wie alle Wortarten hat auch die Kategorie des Substantivs semantische und strukturelle Merkmale. Das wesentliche semantische Merkmal des Substantivs ist seine referentielle Funktion, d. h. sein Potential, zu referieren und mithin als referentieller Ausdruck dem Prädikat gegenüberzustehen. Primär in dieser Funktion treten vor allem zeitstabile Entitäten auf, also Entitäten, die als über längere Zeit unveränderlich konzipiert werden. Das sind in erster Linie konkrete Gegenstände wie Dinge, Lebewesen usw. Diese semantischen Kategorien sind jedoch nicht konstitutiv für den Begriff des Substantivs, sondern folgen eben aus der primären Funktion der Referentialität. Oft will man auch auf (typischerweise weniger zeitstabile) Entitäten referieren, die in keine dieser Kategorien fallen, etwa auf „das Schöne“, „das Untersuchen“ usw. Dafür werden dann durch Substantivierung (von schön, untersuchen) Substantive (Schönheit, Untersuchung) bereitgestellt (s. u. zur Wortbildung).
Durch das Kriterium der lexikalischen Bedeutung steht das Substantiv dem Pronomen gegenüber, welches unter Umständen in dieselbe syntaktische Kategorie wie das Substantiv fallen kann (im Deutschen hat das Personalpronomen dieselbe Distribution wie der Eigenname), aber jedenfalls keine lexikalische Bedeutung (sondern eine grammatische Funktion) hat.
Die strukturellen Merkmale von Substantiven variieren zwischen den Sprachen. Trotzdem kann man auf der Basis der genannten semantischen Eigenschaften die Kategorie des Substantivs über Sprachen hinweg identifizieren.

### Einteilungen
Substantive lassen sich vor allem nach semantischen, syntaktischen und morphologischen Eigenschaften klassifizieren. Das Ergebnis sind weitgehend voneinander unabhängige Klassifikationen. Eine rein syntaktische Klassifikation basiert ausschließlich auf distributionellen Kriterien, z. B. der Kombinierbarkeit eines Substantivs mit dem definiten Artikel. Nach diesem Kriterium fallen z. B. Personennamen im Hochdeutschen (Hans), Englischen (John) und Französischen (Jean) in eine andere Klasse als im Umgangsdeutschen (der Hans) und Portugiesischen (o João).

#### Semantische Klassifikation
Die traditionell (u. a. in der Schulgrammatik) etablierte Klassifikation versucht, semantische Klassen mit syntaktischen Kriterien abzusichern. Sie ergibt folgende Taxonomie:
- Substantiv (lat. nomen substantivum, auch kurz substantivum)
  - Abstraktum (lat. nomen abstractum), z. B. Kunst, Liebe, Erwähnung, Freundlichkeit
  - Konkretum (lat. nomen concretum)
    - Eigenname (lat. nomen proprium), z. B. Vanessa, Donau, Berlin, Alpen
    - Gattungsname (oder Gattungsbezeichnung, Appellativ[um]; lat. nomen appellativum oder nomen commune)
    - Sammelname (oder Kollektivum; lat. nomen collectivum)
    - Stoffname (oder Stoffbezeichnung; lat. nomen materiale)

Mitunter werden Sammelnamen den Gattungsnamen untergeordnet, oder Sammel- und Stoffnamen als Unterbegriffe von Gattungsnamen geführt. Des Weiteren können zählbare Substantive (engl. countable nouns, count nouns) und unzählbare Substantive (engl. uncountable nouns, non-count nouns, uncount nouns) unterschieden werden.
- Ein Abstraktum ist ein Appellativum, das sich auf etwas Abstraktes bezieht. Typische Abstrakta sind Substantivierungen und bilden keinen Plural, wie Feindlichkeit.
- Ein Konkretum ist ein Appellativum, das sich auf konkrete Gegenstände bezieht.
- Ein Eigenname ist ein Substantiv, das nur spezifische Referenz hat und sich auf eine einzelne Entität bezieht, ohne sie unter einen Begriff zu subsumieren. Die Entität kann auch ein Kollektiv (s. u.) sein, wie Alpen.
- Ein Appellativum ist ein Substantiv, das sich auf Entitäten bezieht, indem es sie unter einen Begriff subsumiert. Es kann spezifische oder generische Referenz haben.
- Ein Kollektivum ist ein (typischerweise konkretes) Appellativum, das eine Menge von Individuen als eine komplexe Entität zusammenfasst, wie Gebirge, Polizei. Im Deutschen zerfallen die Kollektiva in zwei syntaktische Klassen, nämlich Massensubstantive und Individualsubstantive. Nach den für diese geltenden syntaktischen Kriterien sind Gebirge, Familie und Strauß Individualsubstantive, Polizei, Geflügel und Obst dagegen Massensubstantive.

- Ein Individualsubstantiv ist ein Konkretum, das sich auf einen abgegrenzten Gegenstand bezieht. Im Deutschen bilden Individualsubstantive den Plural (Körner) und werden mit dem indefiniten Artikel (ein Korn), mit Kardinalzahlwörtern (zwei Körner) und dem Quantor viele (Körner) kombiniert.
- Ein Massensubstantiv ist ein Konkretum, das sich auf einen „kontinuierlichen“ Gegenstand bezieht, d. h. einen solchen, dessen Teile unter denselben Begriff wie der Gegenstand selbst fallen. (Ein Teil von Wasser ist wieder Wasser; aber ein Teil eines Tisches ist kein Tisch.) Im Deutschen bilden Massensubstantive entweder keinen Plural (*Blute) oder einen Sortenplural (Weine sind nicht Exemplare, sondern Sorten von Wein). Sie werden nicht mit dem indefiniten Artikel oder Kardinalzahlwörtern kombiniert (*ein Blut, *zwei Blute), es sei denn, dass wieder Sorten gemeint sind (ein Wein, zwei Weine). Zudem werden sie mit dem Quantor viel (viel Blut/Wein) kombiniert.

#### Morphologische Klassifikation
Als morphologische Kriterien werden u. a. die Deklinationsklasse und der Wortbildungsstatus verwendet. Der letztere ergibt folgende Einteilung:
- Substantiv
  - primäres Substantiv, z. B. Wahn, Freund, Korn
  - sekundäres Substantiv, z. B. Erwähnung (von erwähnen), Freundlichkeit (von freundlich), Träger (von tragen).

Ein sekundäres Substantiv ist eines, das durch Ableitung, nämlich Substantivierung, gebildet ist. Ein primäres Substantiv ist morphologisch einfach, also weder abgeleitet noch zusammengesetzt.

## Das Substantiv in der deutschen Sprache

### Definition
Im Deutschen kann man das Substantiv durch folgende strukturelle Kriterien definieren:
1. Es dekliniert, d. h., es flektiert nach Numerus und Kasus (letzteres im Gegensatz zum Verb).
2. Es hat ein festes Genus (im Gegensatz zum Adjektiv).
3. Es kann – ggf. in Kombination mit dem definiten Artikel – ein Nominalsyntagma und mithin einen referierenden Ausdruck bilden.

Diese Kriterien charakterisieren freilich einen prototypischen Begriff. Dem ersten Kriterium gehorchen zahlreiche Substantive wie Fröhlichkeit nicht; dem zweiten gehorchen ein paar Substantive mit variablem Genus, etwa Joghurt, nicht. Diese rechnet man aufgrund partieller Gemeinsamkeiten mit den prototypischen Substantiven zur selben Klasse.

### Satzfunktionen
Das Substantiv bildet den semantischen Kern des Nominalsyntagmas: ein schönes Bild, die lieben Kleinen, der Mann, der zu viel wusste. Der Kopf bestimmt die Grammatik dieser Wortgruppe mit, indem er Genusmerkmale an ihre veränderbaren Teile weitergibt und indem er, als Mitglied einer der oben genannten Subklassen des Substantivs, die Verwendung von Determinantien mitbestimmt.
Ein Nominalsyntagma kann im Satz u. a. folgende Funktionen einnehmen: Subjekt (Satzgegenstand), Objekt (Ergänzung), adverbiale Bestimmung (Umstandsangabe), Attribut (Beifügung), Prädikatsnomen (vgl. Prädikativum). Als Prädikatsnomen referiert ein nominaler Ausdruck nicht; d. h., in dieser Position hat ein Substantiv nicht die im Sinne der Definition primäre Funktion.

### Deklination

#### Genus
Das Substantiv dekliniert nicht nach Genus (Geschlecht), sondern für jedes Substantiv liegt das Genus (im Lexikon) fest. Das Genus wird nicht in regelmäßiger Weise am Substantiv, sondern stattdessen an mit einem Substantiv kongruierenden Wortarten, insbesondere Artikeln, Pronomina und Adjektiven, kodiert. Deshalb ist seit der antiken Grammatik die einfachste und üblichste (wenn auch nicht die wissenschaftliche) Methode, das Genus eines Substantivs anzugeben, die Kombination mit dem definiten Artikel. Statt also zu sagen „Kümmel hat maskulines Genus“ sagt man „es heißt der Kümmel“.
Da das Genus im Allgemeinen nicht am Substantiv zu sehen ist, muss es mit diesem erlernt werden. Dabei helfen Subregularitäten der Genuszuweisung. Nahezu völlig regelmäßig ist das Genus abgeleiteter Substantive, weil das Derivationssuffix ein Genus mitbringt, das es dem abgeleiteten Substantiv vererbt. Z. B. sind alle auf -chen abgeleiteten Substantive wie Herrchen und Frauchen Neutra. Entsprechend hängt das feminine Genus der auf -anz, -(t)ion, -heit, -keit, -ung, -(i)tät usw. abgeleiteten Substantive von ebendiesen Derivationsoperatoren ab. Und die meisten mit Ge- derivierten Substantive sind Neutra: Geplapper, Gewässer, Gebirge; aber: der Gedanke.
Die deutschen Substantive gehören entweder dem Genus Maskulinum (männlich, Standardgenus) mit dem definiten Artikel der, dem Femininum (weiblich) mit dem definiten Artikel die oder dem Neutrum (sächlich) mit dem definiten Artikel das an. Beispielhafte Wortfelder
- für Maskulina: Himmelsrichtungen, Witterungen (Osten, Monsun, Sturm; aber: das Gewitter), Spirituosen (Wodka, Wein, Kognak), Mineralien, Gesteine (Marmor, Quarz, Granit, Diamant);
- für Feminina: Schiffe und Flugzeuge (die Deutschland, die Boeing; aber: der Airbus), Zigarettenmarken (Camel, Marlboro), viele Baum- und Pflanzenarten (Eiche, Pappel, Kiefer; aber: der Flieder), Zahlen (Eins, Million; aber: das Dutzend), die meisten inländisch entspringenden Flüsse (Elbe, Oder, Donau; aber z. B.: der Rhein), …;
- für Neutra: Cafés, Hotels, Kinos (das Mariott, das Cinemaxx), chemische Elemente (Helium, Arsen; aber: der Schwefel, maskuline Elemente auf -stoff), Buchstaben, Noten, Sprachen und Farben (das Orange, das A, das Englische), bestimmte Markennamen für Wasch- und Reinigungsmittel (Ariel, Persil), Kontinente, Länder (die artikellosen: (das alte) Europa; aber: der Libanon, die Schweiz …).

#### Kasus
Wie auch andere Nomina flektieren Substantive in Sprachen wie dem Deutschen (u. a. auch dem Lateinischen, Russischen und Arabischen) nach Kasus (Fällen). Die deutschen Kasus sind Nominativ, Genitiv, Dativ und Akkusativ. Die deutsche Kasusdeklination ist hochgradig unregelmäßig und synkretistisch. In Bezug auf die Anzahl der Kasus liegt Deutsch im Mittelfeld.

#### Numerus
Die Numeri sind Singular (Einzahl) und Plural (Mehrzahl). Während Konkreta i. a. nach beiden Numeri deklinieren, haben zahlreiche Abstrakta (wie Frieden) und Eigennamen (wie Kilimandjaro und Iran) keinen Plural; und wenige Substantive wie Eltern haben keinen Singular. Ein Substantiv, das nur einen Singular hat, ist ein Singularetantum (Singularwort); eines, das nur im Plural vorkommt, ist ein Pluraletantum (Pluralwort).

### Wortbildung

#### Bildung von Substantiven

##### Durch Ableitung (Substantivierung)
Substantive können auf der Basis von Mitgliedern jeglicher Wortart, allerdings kaum von Adverbien, abgeleitet werden. Ist die Basis kein Substantiv, heißt der Vorgang Substantivierung (im engeren Sinne). Substantivierung im weiteren Sinne umfasst dann noch die Ableitung eines Substantivs auf Basis eines Substantivs. Nach dem Kriterium der Wortart der Basis ergibt sich folgende Klassifikation abgeleiteter Substantive:
- desubstantivisches (denominales) Substantiv: Schrift-tum, Knapp-schaft, Frau-chen, Löw-in
- deverbales Substantiv: Lehr-e, Erwähn-ung
- deadjektivisches Substantiv: Freundlich-keit, Klug-heit, Kurios-ität.

Auf syntaktischer Ebene genügt es, ein Wort mit dem definiten Artikel zu kombinieren, um es (zwangsweise) zu substantivieren, wie in die Grünen, das Streiten, das Ich.

##### Durch Zusammensetzung
Durch Zusammensetzung (Komposition) zweier Stämme können neue Substantivstämme (Substantivkomposita) gebildet werden, z. B. wie in Straßenverkehr, Rotkehlchen, Feingold, Dichterkomponist. In der Regel ist ein Substantiv als zweiter Bestandteil dann der Kopf: Er macht das Gesamtwort zu einem Substantiv, sein Genus bestimmt das Genus des Kompositums und er liefert in der Regel die Bedeutungskategorie, die vom ersten Teil nur näher bestimmt wird.

#### Bildung anderer Wortarten aus Substantiven
Substantive können ihrerseits die Basis zur Bildung von Stämmen anderer Wortarten abgeben:
- denominales/desubstantivisches Verb: hausen, färben
- denominales/desubstantivisches Adjektiv: wolkig, weibisch
- denominales/desubstantivisches Adverb: morgens, reihenweise.

### Orthographie
Substantive beginnen im Deutschen mit einem Großbuchstaben. Von dieser Regel gibt es zahlreiche Ausnahmen, die insbesondere den Fall betreffen, dass ein Substantiv nicht substantivisch verwendet wird.

## Das Substantiv in der englischen Sprache
Von den für das deutsche Substantiv relevanten Kriterien sind nur die folgenden für das Englische relevant: Das Substantiv
1. dekliniert, d. h., es flektiert nach Numerus
2. kann – ggf. in Kombination mit dem definiten Artikel – ein Nominalsyntagma und mithin einen referierenden Ausdruck bilden.

Das Genus von Substantiven gibt es im Englischen nicht; und Kasus gibt es nur beim Pronomen. Insgesamt ist die Deklination im Englischen noch stärker reduziert als die Konjugation.